# Aldinac
Aldinac (cyr. Алдинац) – wieś w Serbii, w okręgu zajeczarskim, w gminie Knjaževac. W 2011 roku liczyła 16 mieszkańców.